# Vanguard (comics)
Pour les articles homonymes, voir Vanguard.
Nicolai Krylenko, alias Vanguard est un super-héros évoluant dans l'univers Marvel de la maison d'édition Marvel Comics. Créé par le scénariste Bill Mantlo et le dessinateur Carmine Infantino, le personnage de fiction apparaît pour la première fois dans le comic book Iron Man (vol. 1) #109 en avril 1978.

## Biographie du personnage

### Origines
Né à Minsk, Nicolai Krylenko et sa sœur jumelle Laynia Petrovna sont les enfants du chercheur nucléaire soviétique Sergei Krylov, alias la Présence. Leur mère Marya Krylov décède lorsqu'elle donne naissance aux jumeaux. Retirés à leur père par le gouvernement soviétique, ils sont éduqués dès l'enfance à devenir des agents mutants connus sous les noms de Vanguard et Darkstar. Dès le début de leur carrière, ils sont amenés à affronter le super-héros Iron Man. Il constitue avec sa sœur, les membres de base de l'équipe des Super-soldats soviétiques.
Quand le gouvernement décide d'éliminer la Présence, il envoie les deux jeunes gens. Ces derniers apprennent qu'il s'agit de leur père et se rangent à ses côtés.
Puis ils deviennent des agents libres, en compagnie de la Grande Ourse, défenseurs du peuple russe.
Ils s'exilent un temps aux USA, pour être finalement capturés et ramenés de force par le Protectorat du Peuple, l'équipe gouvernementale. Là, ils sont secourus par Blind Faith, ce qui amène la création de l'équipe dénommée Siberforce (la future Winter Guard).
Vanguard est tué quand lui et sa sœur aident Quasar à repousser des aliens. La Présence l'apprend par sa propre fille, et se rend sur la tombe du russe. Grâce à ses pouvoirs qu'il pousse au point de les faire presque totalement disparaitre, il disparaît dans le corps de son fils, et le fait revivre.
Vanguard fait alliance avec Ursa Major, la Veuve Noire et Daredevil pour retrouver Darkstar, capturé par un ancien général soviétique.  Les deux, frère et sœur, font ensuite officiellement partie de la Winter Guard et ils luttent contre Le Mandarin.
Dans le corps de Nicolai, la Présence reprend lentement des forces. Quand il a suffisamment récupéré, il reprend sa taille, s'extirpe du corps de Nicolai et se rend dans la Zone Interdite, où il conçoit le plan d'allier tous les russes en transformant les habitants en zombies ayant un esprit commun. Vanguard et la Winter Guard en font les frais mais sont sauvés par les Vengeurs qui enquêtent.

### Le nouveau Gardien rouge
Après avoir été ramené à la vie par son père la Présence, Nicolai Krylenko devient le septième Gardien rouge, leader de la Winter Guard.

## Pouvoirs et capacités
Vanguard est un mutant qui possède la capacité de repousser toute force dirigée contre lui. Il peut ériger un champ de force invisible autour de son corps qui renvoie les attaques (énergie ou projectiles) lancées contre lui. Le potentiel complet de ses pouvoirs n’a pour le moment pas encore été mesuré avec précision. Il a cependant montré dans le passé la faculté de voler en « repoussant » la Terre.
En complément de ses pouvoirs, Nicolai Krylenko a été formé par le KGB et maîtrise diverses techniques de combat au corps-à-corps ; c'est également un gymnaste accompli. Grâce à son entraînement rigoureux, il peut soulever environ 150 kg.
Grâce à son marteau et sa faucille, des armes fabriqués pour lui et qu’il porte en permanence, Vanguard peut concentrer et magnifier ses pouvoirs, simplement en croisant ses deux armes l’une avec l’autre. Dotées de circuits internes, elles reviennent automatiquement à leur point d’origine après avoir été projetées.